# Radioåret 1983

## Händelser

### Maj
- 31 maj - I Sverige bildas "Falköpings närradioförening" av ett antal organisationer i Falköpings kommun.

### December
- 1 december - Harry Schein utses till styrelseordförande för Sveriges Radio.[1]

## Radioprogram

### Sveriges Radio
- 17 september - Sveriges Radio sänder det första avsnittet av radioprogrammet Birger "Ballongen" Bengtssons Bravader som snabbt uppnår kultstatus.
- 1 december - Årets julkalender är Pricken Jansson knackar på.[2]

## Födda
- 21 september - Rasmus Persson, svensk programledare.

### Fotnoter
1. ↑   Horisont 1983. Bertmarks
2. ↑  ”1983, Pricken Jansson knackar på”. Sveriges Radio. http://sverigesradio.se/barn/julkalendrar/1983.stm. Läst 31 augusti 2015.